# Gabinet figur woskowych 2: Zagubieni w czasie
Gabinet figur woskowych 2: Zagubieni w czasie (ang. Waxwork II: Lost in Time) – amerykańska komedia dark fantasy z 1992 roku,  w reżyserii i do scenariusza Anthony’ego Hickoxa. Bezpośrednia kontynuacja filmu Gabinet figur woskowych (1988).

## Fabuła
Mark i Sarah uciekają z płonącego muzeum figur woskowych, ale odcięta ręka z wystawy zombie udaje się za nimi. Podąża za Sarą do domu i zabija jej ojczyma. Sądzona pod zarzutem morderstwa Sarah i Mark opowiadają, co się wydarzyło w muzeum figur woskowych, w co nikt z sądu nie wierzy, łącznie z adwokatką Sary. W desperacji, by poprawić swoją sytuację, odwiedzają dom sir Wilfreda, gdzie wchodzą do pokoju, do którego mieli udać w przypadku kłopotów. W pokoju jest taśma filmowa, na której sir Wilfred opowiada o tajnej komnacie z zgromadzonymi obiektami na wypadek, gdyby pojawiły się komplikacje po zniszczeniu Lincolna. W komnacie Mark i Sarah znajdują przyrząd zwany Medalionem Salomona, który służył aniołom światła i ciemności do podróży po wszechświecie zwanym Kartagra.
Mark i Sarah otwierają portal do innego wymiaru, w którym zostają rozdzieleni. Mark trafia do wymiaru, w którym odbywa się fabuła Frankensteina i przyjmuje postać Heinricha Clervala, przyjaciela barona von Frankensteina. Musi pożywić stworzonego przez niego potwora. Bierze notes naukowca, w którym jest opisany proces wskrzeszenia ciała, sądząc że to pomoże uniewinnić Sarę. Odkrywa, że Sarah przyjęła postać Elisabeth, żony barona. Sądząc, że żona go zdradza z Clervalem, Frankenstein chce ich oboje zabić. W porę pojawia wściekły tłum mieszkańców pod wodzą burmistrza, a potwór zabija swego stwórcę.
Mark trafia do wymiaru, gdzie jest Douglasem – członkiem grupy paranormalnej chcącej odkryć czy jeden dom jest nawiedzony. Odkrywają ducha zamordowanej dziewczynki, który zazna spokój po odnalezieniu i pochowania jej ciała. Tymczasem Sarah jako kapitan kosmicznego frachtowca znajduje się na jego pokładzie, po którym grasuje krwiożerczy kosmita. Po ucieczce atakuje ją jeden z zarodników kosmity, ale ratuje ją Mark, który zdobył trumnę voodoo do przywracania życia. W wyniku ataku kolejnych kosmitów zostaje zgubiony Medalion Salomona i Sarah z Markiem utykają w wymiarze arturiańskiej Anglii. Sarę porywają rycerze złego czarnoksiężnika, Mistrza Scarabisa. Markowi pomaga żebrak wręczający magiczny miecz – jedyną rzecz mogącą zabić nieśmiertelnego Scarabisa.
Sarah w tej historii jest Madeleine, siostrą Scarabisa chcącego zmusić ją do ślubu z królem, by móc w przyszłości rządzić krajem. Mark – będący Filipem, sekretnym ukochanym Madeleine – trafia do lochu, z którego uwalnia go sir Wilfred w postaci kruka informujący, że napotkany żebrak był dziadkiem Marka. Według sir Wilfreda liczne światy Kartagry tworzą plan, na którym toczą się odwieczne bitwy pomiędzy dobrem i złem. Każdy wynik znajduje swoje odzwierciedlenie w realnym świecie w postaci pokoju lub klęsk żywiołowych. Większość z tych światów składa się z fikcyjnych historii, które stały się rzeczywistością. Podobnie jak w przypadku wystaw z muzeum figur woskowych, Mark i Sarah przybywając do nowego świata, wcielają się w postacie z tych opowieści, a czasem te przejmują ich osobowość, dopóki nie odzyskają zmysłów. Ci, którzy pozostają w Kartagrze, aby podjąć walkę ze złem lub dobrem, nazywani są wojownikami czasu.
Mark planuje zebrać dowody dotyczące wskrzeszonych zmarłych, aby zabrać je ze sobą do świata jako dowód na poparcie historii Sarah w sądzie.  Po udaremnieniu planów Scarabisa, on i Mark wdają się w walkę na miecze. Kiedy Medalion Salomona zostaje przypadkowo otwarty, obaj toczą walkę w różnych wymiarach, kolejno w świecie doktora Jekylla, inwazji zombie w centrum handlowym, Kuby Rozpruwacza, Nosferatu i Godzilli. Po powrocie do zamku Scarabisa, Mark zyskuje przewagę, powodując, że Scarabis ginie okrutnie z ręki kobiety zamienionej w przerażającą panterę podczas rytuału mającego obdarzyć go mocami. Sarah, w tym czasie zabija George’a, zausznika Scarabisa.
Kiedy Mark i Sarah próbują powrócić do swojego wszechświata, drzwi do niego są mniejsze, przez co może przejść tylko jedna osoba. Mark uważa, że Sarah musi wrócić i oczyścić swoje imię, dodając, że nigdy nie byłaby szczęśliwa pozostając w Kartagrze. Mimo niechęci, Sarah powraca do komnaty sir Wilfreda, ciągnąc za sobą odciętą rękę zombie z centrum handlowego. Natrafia na częściowo zakryty obraz, który widziała wcześniej, i odkrywa, że przedstawia on Marka ubranego w zbroję. Pod koniec procesu, ręka zombie dowodzi niewinności Sarah. Gdy wychodzi z sądu, kurier dostarcza jej starodawną paczkę zawierającą Medalion Salomona i pergamin od Marka z napisem: „Dołącz do mnie”. Sarah szczęśliwie wsiada do taksówki, a tłum na zewnątrz obserwuje, jak znika w błysku światła.

## Obsada
Opracowano na podstawie materiału źródłowego:  

- Zach Galligan – Mark Loftmore
- Monika Schnarre – Sarah Brightman
- Aleksandr Godunow – mistrz Scarabis
- Michael Des Barres – George
- Patrick Macnee – sir Wilfred
- George Buck Flower – ojczym Sary
- Juliet Mills – mecenaska
- Buckley Norris – sędzia
- Harrison Young – kurier James Westbourne
- Martin Kemp – baron Victor von Frankenstein
- Stefanos Miltsakakis – potwór Frankensteina
- Elisha Shapiro – Felix
- John O’Leary – Herr Vogel
- Maxwell Caulfield – Mickey
- Jim Metzler – Roger
- Billy Kane – Nigel
- Bruce Campbell – John Loftmore
- Sophie Ward – Elenore
- Marina Sirtis – Gloria
- Erin Gourlay – duch dziewczynki
- David Carradine – żebrak
- John Ireland – król Anglii
- Anthony Hickox – królewski oficer
- Steve Matteucci – ochroniarz Scarabisa
- Joe Baker – chłop
- Shanna Jacobs – kobieta-pantera
- Michael Viela – pan Hyde
- Frank Zagarino – zabójca zombich #1
- Martin C. Jones – zabójca zombich #2
- Darryl Pierce – zabójca zombich #3
- Alex Butler – Kuba Rozpruwacz
- Yolanda Jilot – kobieta napadnięta przez Kubę Rozpruwacza
- Steven Painter – wampir
- Drew Barrymore – ofiara wampira #1
- Hadria Lawner – ofiara wampira #2
- Paul Jones – odcięta ręka

## Produkcja
W związku z sukcesem Gabinetu figur woskowych (1988) na rynku domowym, Vestron Pictures dała pieniądze reżyserowi Anthony’emu Hickoxowi pieniądze na jego następny film Zmierzch: Wampiry w odwrocie (1989), zaś Electric Company kupiła prawa do Gabinetu figur woskowych i zaproponowała Hickoxowi 2 miliony przeznaczone na kontynuację. Zach Galligan i Patrick Macnee powtórzył swoją rolę z pierwszej części, jednak Deborah Foreman została zastąpiona przez kanadyjską modelkę Monikę Schnarre. Związane było to z tym, że Hickox i Foreman będący wcześniej parą rozstali się ze sobą w burzliwych okolicznościach, dlatego Foreman odrzuciła ofertę ponownego wcielenia się w rolę Sary. Wcześniej pierwszym wyborem Hickoxa na zastępstwo Foremana była brytyjska piosenkarka Patsy Kensit, która zrezygnowała z roli na rzecz filmu Weneckie qui pro quo (1992).
Zach Galligan dla magazynu „Cinefantastique”, że kontynuacja w stosunku do oryginalnego filmu była tym razem pełnoprawną komedią:„ W pierwszym był tu gag i odrobina głupkowatości tam, ale to był w zasadzie typowy horror – poza prześmieszną sceną walki na końcu”. Ten jest przesadzony, ale nie bezsensowny – jest wiarygodnie przesadzony. Ciągle powtarzam »Tony, to jest takie przesadzone!«. On odpowiada: „Wiem, ale to działa”.
Scenariusz rozszerzał koncepcję wielowymiarowego wszechświata i wykorzystał pierwotny pomysł na finał Gabinetu figur woskowych, niezrealizowany z powodów budżetowych: „Punkty kulminacyjne w Gabinetu figur woskowych były na początku. Celowo starałem się przesunąć lepsze rzeczy na później w tym filmie. Ten kończy się walką na miecze przez wiele różnych horrorów: dr Jekyll i pan Hyde, Godzilla, centrum handlowe pełne zombie. Film ma wiele mini-punktów kulminacyjnych, ponieważ tak naprawdę jest tylko zakończeniami innych filmów”. Galligan, wyjaśnił, dlaczego jego postać zawsze pamięta, kim jest, kiedy z kolei Sarah przyjmuje inną osobowość w każdej historii: „Powodem jest to, że zawsze miałam to robić; moim przeznaczeniem było zostać Wojownikiem Czasu. W każdym kolejnym odcinku moja postać staje się silniejsza i bardziej włada swoimi mocami”. Hickox odrzucił wszelkie sugestie, że planuje za sprawą postaci Marka tworzyć serię sequeli: „Nie, kończymy ten odcinek całkiem przyjemnie. To historia, którą zaczęliśmy opowiadać w Gabinetu figur woskowych i to było na tyle”.
Chociaż harmonogram filmu był mniej więcej taki sam jak w przypadku pierwszego, doświadczenie i planowanie pomogły uzyskać większy zasięg prac. Zach Galligan wspominał, że pierwsze trzy dni zdjęciowe były trudne ze względu na przyzwyczajenie się do szybkiego tempa pracy Hickoxa: „[Tony] robi 50 lub 60 ustawień dziennie, co jest niemal niespotykane. To trzy razy więcej niż zwykle, a nie ma żadnych dublerów, więc jesteśmy stale na planie, stale pracując”. Hickox wspominał, że przy tej produkcji był lepiej przygotowany i bardziej doświadczony w stosunku do dwóch jego poprzednich filmów. Bob Keen i jego firma Image Animation ponownie odpowiadała za stworzenie potworów i charakteryzację: „Sztuczka o filmu Gabinetu figur woskowych polega na tym, że efekty są realistyczne, ale ostatecznie są grane dla śmiechu. Często są zabawne, ale nigdy nie są sztuczne ani zabawnie wyglądające, poza Godzillą, który jest nieco bardziej okrągły i słodki niż oryginał” – powiedział Keen dla magazynu „Cinefantastique”.
Po ukończeniu zdjęć do Zmierzchu: Wampirów w odwrocie Hickox krótko rozważał zagranie epizodycznej roli Percy’ego Shelleya w Frankensteinie wyzwolonym (1990), filmu gdzie fabuła polega na podróży w czasy fabuły Frankensteina. W związku z tym Hickox zaprzeczał potem, że podobna sekwencja nie jest niczym podobnym: „Odkrywamy, że tak naprawdę nie cofnęli się w czasie. Natknęli się na, jak to ujęliśmy, „grę Nintendo Boga”, w której on i Diabeł walczą swoje bitwy. Wymyślają te światy i umieszczają w nich dobrych i złych facetów, a Zack został wybrany na jednego z tych aniołów”.
Sekwencję parodiującą Nawiedzony dom (1963), jeden z ulubionych filmów Hickoxa, wykonano na 18-milimetrowych soczewkach z dzieloną dioptrią, w celu odtworzenia pracy kamery Nawiedzonego domu; wzorem tego filmu zdecydowano w tej sekwencji na zdjęcia czarno-białe, głównie dlatego żeby przemycić do niej najbardziej drastyczne momenty. W ten sposób Hickox miał nadzieję, że pomoże mu przejść przez komisję MPAA, ponieważ był zobowiązany umową do dostarczenia filmu z kategorią wiekową R: „To nie jest film gore. Osiemdziesiąt procent jest bardzo czyste; potem masz te niesamowite momenty, w których nie możesz uwierzyć własnym oczom. Gabinet figur woskowych był prześmiewczy. Mówimy do publiczności na początku: »Śmiejcie się swobodnie«”.

## Wydanie
Gabinet figur woskowych 2: Zagubieni w czasie został wydany w kinach filipińskich przez Jemah Films 26 marca 1992 roku. Początkowo film, podobnie jak jego poprzednik, miał być wyświetlany w kinach w Stanach Zjednoczonych, lecz trafił bezpośrednio na VHS 16 czerwca 1992 roku.

## Odbiór
Niemiecki felietonista i krytyk Georg Seeßlen określił film jako przegląd historii horrorów, inspirowany motywem podróży w czasie w konwencji science fiction. Sceny czarno-białe nazwał „nostalgicznymi”.
Włoski pisarz Rudy Salvagnini dostrzegł, że film wzorem Gabinet figur woskowych nawiązuje w sposób humorystyczny do klasyki horroru, jednak ale w porównaniu z nim okazuje się jedynie prostym kolażem małych, niepowiązanych ze sobą odcinków. Według niego gra w cytaty wydaje się zabawna, ale nie sprawdza się na dłuższą metę, biorąc pod uwagę długość filmu. Pochwalił epizodyczne role Bruce’a Campbella i Davida Carradine’a i uznał grę aktorską Zacha Galligana. W przypadku Moniki Schnarre jej kreacja wydaje się stonowana i „słusznie zalicza się do kategorii piękna niewyrażającego” .
Amerykański filmowiec i autor Bruce G. Hallenbeck pochwalił różnorodność fabularną, składającą się głównie z parodii różnych klasycznych filmów grozy. Dostrzegł również szczere uwielbienie reżysera do gatunku. Określił, iż „przypomina nam po raz kolejny, że to, co sprawia, że komediohorror działa, to staranność, z jaką jest robiony, a najlepsza, najbardziej ponadczasowa parodia wyrasta z sympatii do materiału źródłowego”.
Angielski pisarz Clive Barker chwalił rzemieślniczy zmysł Hickoxa, ale skrytykował jego umiejętność opowiadania historii. Z tego powodu wyraził zastrzeżenie co do wyboru Hickoxa na reżysera Hellraiser III: Piekło na ziemi (1992) na podst. twórczości Barkera.